# Río Toropi
El río Toropi es un río brasileño que atraviesa el estado de Rio Grande do Sul. Desemboca en el río Ibicuí-Mirim, un afluente del río Ibicuí el cual desemboca a su vez en el río Uruguay, perteneciendo así a la Cuenca del Plata.